# الحديقة الباروكية

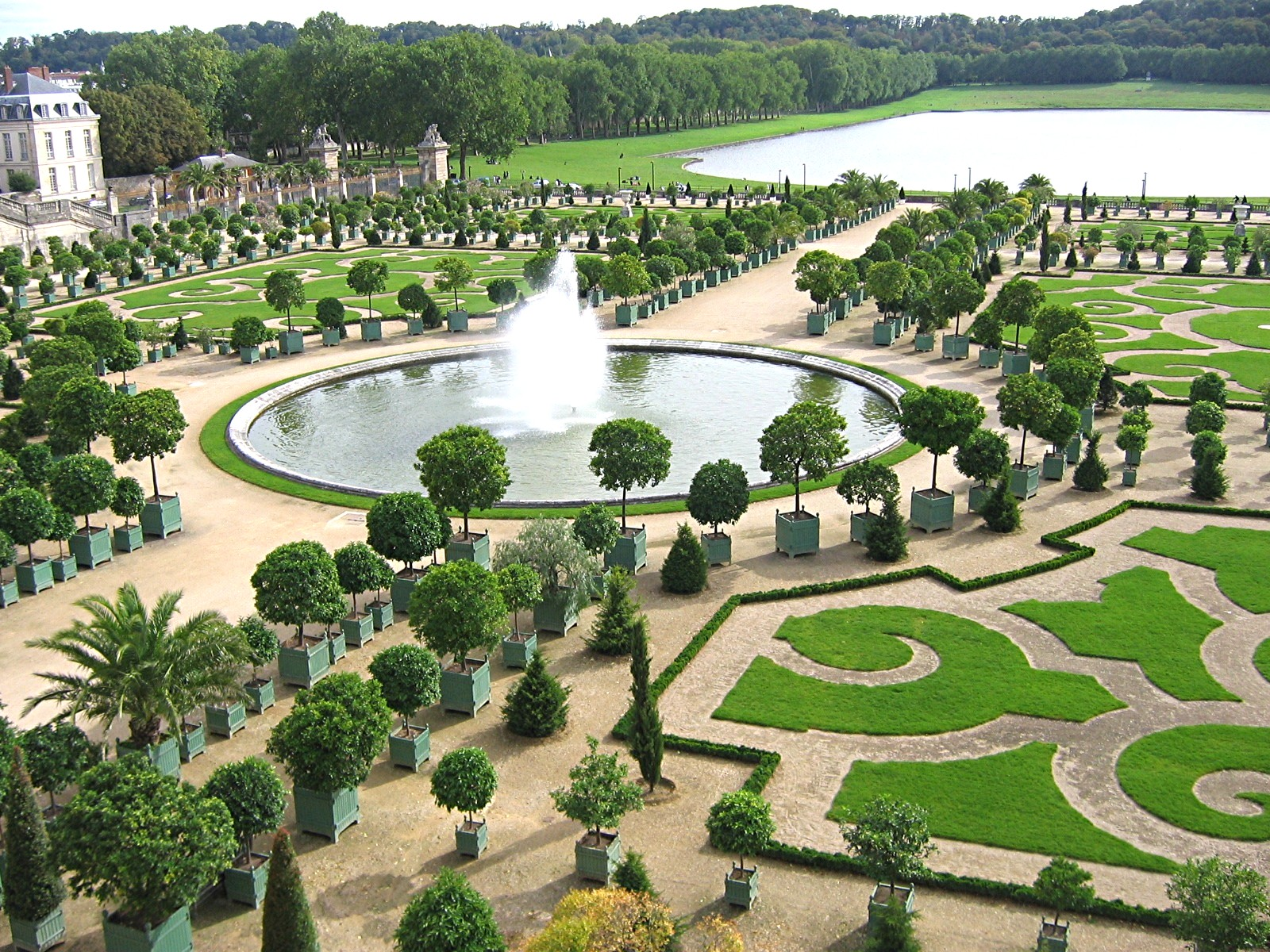
حديقة قصر فرساي، فرنسا.

كانت الحديقة الباروكية طرازًا من الحدائق قائمًا على التناظر ومبدأ فرض النظام على الطبيعة. يعود أصل الطراز إلى أواخر القرن السادس عشر في إيطاليا، في حدائق الفاتيكان وحدائق فيلا بورغيزي في روما وحدائق فيلا ديستي في تيفولي، ومنها انتشرت إلى فرنسا، حيث عُرفت باسم jardin à la française أو الحديقة الفرنسية الرسمية. يوجد أروع مثال على هذا الطراز في حدائق قصر فرساي التي صممها في القرن السابع عشر مهندس المواقع أندريه لو نوتر للملك لويس الرابع عشر ملك فرنسا. في القرن الثامن عشر، تقليدًا لحدائق فرساي، أُنشئت حدائق باروكية مزخرفة للغاية في أجزاء أخرى من أوروبا، بما في ذلك ألمانيا، والنمسا، وإسبانيا، وفي سانت بطرسبرج، روسيا. استُبدِل الطراز في منتصف القرن الثامن عشر بطراز الحديقة الإنجليزية الأقل في تخطيطه الهندسيّ والأكثر طبيعية.

## خصائصها
قُصِد بالحدائق الباروكية إظهار سيادة الإنسان على الطبيعة. فقد كانت تُصمم غالبًا لتُرى من أعلى ومن على بعد مسافة صغيرة، عادةً من قاعات استقبال القصور وشرفاتها. فجرى تنسيقها وكأنها غرف في منزل، في أنماط هندسية، تُقسِّمها ممرات وأزقة مفروشة بالحصى، مع وضع نوافير وتماثيل في مواقع التقاء الممرات. صُمِمت أحواض الزهور كما لو كانت أقمشة نجود (تابستري)، مع نطاقات من الشجيرات والزهور لتكوين التصاميم. ونُحِتت الجنَبات والأشجار الأكبر إلى أشكال مخروطية أو على شكل قباب، وجُمعت الأشجار في بوسكيتات أو تكتلات منتظمة. وجِدت المياه غالبًا في أحواض مستطيلة محاذيةً لشرفات المنزل، أو على شكل أحواض دائرية بداخلها نوافير. احتوت الحدائق غالبًا على مقصورة صغيرة إضافية، يحتمي بها الزوار من الشمس أو المطر.
بمرور الوقت، تطور الطراز وأصبح أكثر طبيعية. فظهرت مغارات و«حدائق سرية» محاطة بالأشجار، لتصوير المُثُل الأدبية لأركاديا وغيرها من القصص الشعبية في ذلك الوقت؛ وضعت تلك المغارات عادةً في الزوايا الخارجية للحديقة، لتوفير أماكن مناسبة للقراءة في هدوء أو تبادل الحديث.

## أصولها في إيطاليا
ظهرت الأفكار التي ألهمت الحديقة الباروكية لأول مرة، مثل نظيرتها الملهمة للعمارة الباروكية، في إيطاليا في عصر النهضة المتأخر. ففي أواخر القرن الخامس عشر، اقترح المعماري والفنان والكاتب ليون باتيستا ألبيرتي بأن البيت والحديقة كانا الملاذين الآمنين من اضطراب العالم الخارجي وأن كليهما يجب تصميمه بأشكال معمارية، ومساحات ذات أشكال هندسية، وأروقة. في قصة تمثيلية شهيرة للغاية،Hypnerotomachia Poliphili، (أغنية بوليفيلي) (1499)، وهي واحدة من أولى الروايات المطبوعة، يصف الكاهن الدومينيكي والمؤلف فرانشيسكو كولونا حديقة مكونة من أحواض زهور وصفوف أشجار تجميلية مُصممة بعناية في أشكال هندسية.
كانت حديقة فناء بلفيدير في الفاتيكان بروما واحدة من أولى الحدائق في أوروبا التي اعتُمدت في تصميمها القواعد الهندسية. وكانت نموذجًا للعديد من الحدائق الباروكية اللاحقة. بدأ إنشاؤها عام 1506 من أجل البابا يوليوس الثاني، لربط محل إقامته على جانب تل مجاور بالفاتيكان. كانت الحديقة بطول ثلاثمئة متر، مملوءة بأحواض الزهور المنتظمة والحدائق المقسمة هندسيًا إلى أزقة وأسيجة شجيرية مع نوافير عند تقاطعات المسارات. أتمَّها عام 1565 بييرو ليغوريو. عُدِّلت الحديقة الأصلية بشكل جذري بالإضافة اللاحقة لمكتبة الفاتيكان.
كُلِّف نفس المعماري الذي أتمّ حديقة فناء بلفيدير، بييرو ليغوريو، بتصميم حديقة أكثر طموحًا في نفس العام، حديقة فيلا ديستي، لحساب الكاردينال إيبوليتو الثاني كاردينال ديستي (1509-1572). صُممت هذه الحديقة على جانب تل منحدر يمكن رؤيته من الفيلا أعلاه. تألفت الحديقة من خمس مصاطب، زُرعت بشكل متقن في أشكال هندسية وتتصل فيما بينها بممرات منحدرة وسلالم. مثل العديد من الحدائق الباروكية، كانت تُرى كأفضل ما يكون من اعلى ومن على بُعد، للحصول على التأثير الكامل.
ظل هذا الشكل المعماري للحدائق مهيمنًا في إيطاليا حتى أنشأ الكاردينال سكيبيوني بورغيزي حدائق فيلا بورغيزي في روما عام 1605. في هذه الحديقة الكبيرة جدًا، انضمت إلى الأزقة العادية والهندسية، وأحواض الزهور، وبساتين الأشجار المتحاذية أجزاء أخرى من الحديقة بأشكال غير متناظرة، بواسطة عدد من «الحدائق السرية»، والملاذات الصغيرة من الأشجار والزهور المزروعة بالزهور وأشجار الفاكهة، والمحاطة بصفوف من أشجار البلوط وأشجار الغار والسرو، والمليئة بالطيور والحيوانات. تمثل هذه الحديقة بداية الانتقال إلى حديقة المنظر الطبيعي الأكثر طبيعية، والمستندة إلى الرؤية الرومانسية لأركاديا الخيالية.
خضعت جميع هذه الحدائق لإعادة تصميم واسعة النطاق في القرن الثامن عشر، حولتها إلى حدائق المنظر الطبيعي الأكثر طبيعية. وباستثناء عدد قليل من المسارات المحفوظة وأحواض الزهور، من الصعب الآن تخيلها في حالتها الأصلية.

## الحديقة الفرنسية الرسمية
في نهاية القرن الخامس عشر، دعا شارل الخامس ملك فرنسا المهندسين المعماريين ومصممي الحدائق الإيطاليين إلى فرنسا لإنشاء حديقة إيطالية لقصره امبواز. في القرن السادس عشر، سرَّع هنري الرابع ملك فرنسا وزوجته الفلورنسية ماريا دي ميديشي من تطوير الحديقة الباروكية في فرنسا. كان أول مشروع كبير لهم باتباع هذا الطراز هو حديقة قصر سن جيرمن آن له بالقرب من باريس. تضمنت الحديقة الجديدة، وكانت على جرف عال فوق نهر السين، برجًا واسعًا مع ممرات منحدرة وسلالم، وتناثرت بها مجموعة متنوعة من المقصورات والمغارات والمسارح. بعد وفاة الملك، قامت أرملته ببناء قصر وحديقة خاصيّن بها، ما يسمى الآن قصر لوكسمبورج. وزرعت بساتين من أشجار كاملة ونسقت الروضات والأزقة والنوافير على طراز حدائق مسقط رأسها في فلورنسا.